# Уренський заколот
Уренський заколот — повстання на території Уренщини, що відбулося з 19 серпня по 15 вересня 1918 року. Повстання було викликано невдоволенням реквізицією надлишків хліба у селян, накладенням на Урень грошової контрибуції, а також прагненням виділитися в самостійний повіт.

## Початок заколоту

### Події 14 серпня— 19 серпня 1918 року
На початку серпня 1918 року Варнавінска повітова Рада стала активно готуватися до нової кампанії з вилучення «надлишків хліба» в зарічних хлібних волостях повіту. Згідно з рішенням ВЦВК про вигнання з місцевих Рад есерів і меншовиків, направляються повітові і губернські представники. Вони проводять волосні збори щодо перевиборів волосних Рад, створення комітетів бідноти і комісій з обліку нового врожаю.
Зборів щодо перевиборів Рад проходять досить бурхливо. Селяни чинили опір обранню до Рад бідняків. Уренські волосні збори 14 серпня обрали волосну Раду не з бідняків, а із заможних селян. Головою Ради обирається К. А. В'югін, волосним військовим комісаром — І. С. Любімов, у комісію з обліку хліба обрано було 18 чоловік. Збори обирають комітет зі створення самостійного повіту з центром в Урені. Обирається і районний військовий комісар в особі місцевого офіцера Ф.І.Корсукова. Термін проведення районних зборів призначається на 19 серпня.

### Події 19 серпня
Дізнавшись про плани селян Уренського краю створити власний повіт із повітовим Радою без комуністів, з міста Варнавін був спішно відправлений загін червоноармійців у числі 92 осіб під керівництвом І. І. Віноградова.
З загоном виїхав і голова слідчої комісії Н. Н. Махов. Загін прибув в Урень 19 серпня, коли тут 49 представників від 6 зарічних волостей проводили районні збори з організації самостійного повіту. Про мету прибуття червоноармійців в Урень зборам відомо не було. Почалися ворожі вигуки з вимогою явки Виноградова і Махова на збори для пояснення. Всім доповіли про заборону Маховим зборів і накладення на волості контрибуції. Обстановка все більше загострювалася. Оцінивши обстановку, керівники загону вирішили повернутися в місто Варнавін і доповісти про стан в Урень. Як тільки загін вирушив у похід, натовп уренців почала переслідувати червоноармійців. За наказом Махова були зроблені попереджувальні постріли. Збуджений натовп накинулася на загін, якому довелося рятуватися втечею від переслідувачів цілих 15 верст. Загін повернувся в місто Варнавін тільки 20 серпня, втративши убитими 10 осіб.

### Події 20 серпня
Вранці 20 серпня районне збори в Урень відновило свою роботу. На зборах приймається резолюція про події 19 серпня, щоб направити її у Варнавін і Кострому. На зборах також обговорюється пропозиція про обрання районної Ради без комуністів. Оскільки керівники зборів за минулу ніч розіслали по волостях кур'єрів, в Урень зібралася велика кількість людей. При оголошенні постанови губернського Ради про облік хліба Збори «хлібну монополію рішуче відхиляє».
На зборах прозвучала пропозиція встати на захист Уренського краю від агресії Варнавінської Ради. Після прийняття цієї пропозиції почалися вибори органів влади Уренского краю: Комітету охорони, військового Штабу, Трибуналу. До складу Комітету увійшли: І.Н.Іванов (голова), офіцери— Ф.Ф.Щербаков, Ф.І.Коротигін, І.П.Кочетков. Командирами двох уренских «селянських дружин охорони» обираються прапорщики М.Москвін і 3.Віхарев, а вахрамеевської дружини— І.П.Кочетков. Начальником Штабу став Ф.І.Коротигін, а загальне командування покладається на повного георгіївського кавалера Ф.Ф.Щербакова. До складу Трибуналу увійшли А.П.Смірнов, В.І.Мастеров і В.К.Віноградов. У «охоронні дружини» кожна волость мала направити по 65 осіб, а для утримання Комітету і дружин встановлювався податок по 50 коп. з кожної десятини землі. За рішенням Комітету і Трибуналу проводяться арешти і суд над радянськими службовцями і тими, кого підозрювали в симпатії до Варнавінскої Ради. Після роздумів, військовий штаб вирішує відправляє групи розвідників і агітаторів у Баки і в Макарій для організації там заколотів у допомогу уренської армії.
23 серпня три загону уренської армії під командуванням прибутку на лівий берег річки Ветлуги до Варнавіна. За повідомленням полоненого уреньця, з Урень під Варнавін прибуло близько 450 осіб, що мали при собі 120 гвинтівок і 150 дробовиків. Загони мали намір виступити на Варнавін з трьох сторін за підтримки повсталих селян Баковської та Макарьївської волостей.

## Розквіт заколоту

### Положення у Ветлузі
Після початку Уренского заколоту, а також появи хвилювань у самій Ветлузі, виконавчий комітет Ветлузького повіту передати владу в повіті Військово-революційного комітету під головуванням Д. В. Штурміна. 27 серпня Ветлузьких військовий комісар Лямін інформує Кострому:
У зв'язку з Варнавінского повстанням місто Ветлуга і повіт оголошені на воєнному стані. Волості Широківська і Хмелевіцкая — у стані облоги
. На інший день Штурмін телеграфує в губернський військовий комітет про те, що у Варнавін становище погіршується, а в Широківського волость Ветлузького повіту вторгся противник і веде агітацію проти Рад, маючи співчувальників. Усі сили з Ветлуги вислані до Варнавін, у село Широке відправлений збірний загін з 18 чоловік. Для попередження заколоту у Ветлузі і повіті він просить направити через Шарью з Буя батарею артилерії і загін піхоти в 200 чоловік.
Того ж жня, 28 серпня, Штурмін відправляє у Варнавін оперативну записку про термінове направлення у Ветлугу пароплава «Василь» (рос.Василий) для відправлення в Шарью за загоном з Буя. Тут же він просив вислати пароплавом вільні сили. Але своєчасна допомога Ветлузі не прийшла ні від Шарьі, ні від Варнавін.

### Захоплення Ветлуги
Вранці 29 серпня військом Лямін спішно телеграфує в Кострому:
Ветлуга обстріляна о четвертій годині ранку. Живої сили немає. Становище критичне. Потрібні сили.
Штурм Ветлуги відбувався так. Рано вранці загін «Охоронної дружини», що складався з 60 осіб, за підтримки заколотників із Ветлуги, під загальним командуванням ветлужського офіцера С. Овчіннікова, підійшов до міста, зняв охоронні пости і почав облогу винного складу, де зберігалася зброя, розміщувався виконавчий комітет і гуртожиток його працівників. Що опинилися в місті сили не змогли надати своєчасне і продумане опір. Після того як загін під командуванням С.Овчіннікова опанував зброєю, опір червоноармійців було остаточно придушене. Захоплені в полон Д. В. Штурмін і ще чотири людини були розстріляні через деякий час.
Прибулий вранці 29 серпня в Шарью на прохання Штурміна загін із 4 гарматами був заколотниками від імені Штурміна відправлений назад. Об 11 годині з міста Ветлуги подзвонили в Шарью і доповіли, що стан покращився, заколотники розбиті, і наші відради вже наступають на Урень, а тому щоб уникнути зайвих витрат загін слід повернути назад. Тільки декілька врятувалися червоноармійців зуміли передати в Шарью і Кострому, а та в штаб фронту у Вологду, про захоплення міста Ветлуги заколотниками.

### Нова влада у Ветлузі
У другій половині дня 29 серпня нове керівництво города Ветлуги приступає до організаційної роботи. На народні збори оратори інформували народ про повалення влади повітової Ради і необхідності створення демократичних організацій у місті та повіті на подобу таких, які були створені після лютневої революції. Спеціальними телеграфними зверненнями Комітет спішно оповіщає населення повіту про створення нової влади. Протягом трьох днів усі волосні Ради в повіті були ліквідовані.

### Положення в Урені
Із захопленням Ветлуги піднеслися духом і ватажки уренського заколоту. Загін, відправлений у Ветлугу, повернувся в Урень зі зброєю. Уренський Комітет спішно оповіщає волості про військові успіхи. Водночас створюється Об'єднаний Ветлузького-Уренский штаб і Комітет безпеки. З усіх боків в Урень потягнулися противники радянської влади. Комітет і штаб роблять спробу налагодити зв'язок із повсталими в Уржумі й Казані.

## Розгром заколоту

### Захоплення більшовиками Ветлуги
Спрямовані з Шарьі 29 серпня телеграми про захоплення Ветлуги бунтівниками викликали бурхливу реакцію в Костромі. На прохання надіслати допомогу для боротьби з заколотом у Поветлужье командувач Північним фронтом Кедров відповів, що у нього вільних частин немає. Костромська губернія оголошується на облоговому положенні. Розгром бунтівної Ветлуги доручається Михайлу Хомич Букштиновічу.

З підрозділами свого полку і об'єднаними загонами з Буя і Галича 1 вересня Букштиновіч прибуває в Шарью і телеграфує в Кострому:
Настає на Ветлугу. 2 вересня буду в місті. Настрій жителів і військ бадьорий.
Йому відповіли, що в його розпорядження спішно висилається на підкріплення добре озброєний загін в 100 чоловік, а також 350 осіб у Варнавін. Через кілька днів у його розпорядження прибувають ще загін з артилерійською батареєю і кавалерійський ескадрою з міста Іваново. У цей же час у Варнавін були направлені загони з Кінешми, Шуи і Н.Новгорода.
2 вересня загін Букштиновіча зустрівся з Ветлузького бунтівниками у села Печонкін. У те, що трапилося бою було вбито 8 ветлужан. Ветлуга була взята загоном Букштиновіча після вечірнього бою з 3 на 4 вересня. Увечері, під час наступу, у ветлужан стався вибух ящика ручних гранат, убивши начальника загону і поранивши до 60 осіб. До ранку місто було покинуть.
У місті вводять революційні порядки. Все майно тих, хто втік із Ветлуги, конфіскується. У напрямку до Урень щодня надсилають розвідка. Комендантом Ветлуги призначається представник штабу округу Зорін.

### Наступ більшовиків на Урень
Після заняття Ветлуги Микола Олексійович Філатов, до цього командував обороною міста Варнавін, призначається командувачем збройними силами Ветлузького-Варнавінского фронту. 6 вересня Філатов зі своїм штабом прибув у Ветлугу. Вироблений план розгрому передбачав одночасне наступ на Урень з трьох напрямків: Букштиновічем — з Ветлуги на Новоуспенское, Широке, Чорне, Тонкина. Філатовим із Варнавін на Чорне, Петрове, Михайлове. Рябініним — з Баків на Заводь, Носову, Семеново.
Оскільки небезпека заколоту для Костромської губернії відпала, то стан облоги в губернії, за винятком Варнавінского і Ветлузького повітів, скасовується.
11 вересня штаб Ветлузького-Варнавінеького фронту Філатова з Варнавін переправився через Ветлугу, а під кінець дня 12 вересня зайняв ряд селищ. Успішно просувався і Букштиновіч, у розпорядженні якого знаходився кавалерійський ескадрон. 11 вересня він займає с. Новоуспенское, а 12 вересня — с. Широке. Загін Рябініна в ці ж дні займає села Затон, Носове, Семеново.
У стані заколотників у цей час відбуваються розбіжності. Частина ветлужан із прибуттям в Урень 12 вересня організувала загін в 100 чоловік. Загін вирішив відправитися до Казані. Але оскільки Казань була взята Червоною Армією ще 10 вересня, то загін повернувся в Яранськ повіт, де розформували.
13 вересня через бездоріжжя загони червоноармійців зупинилися. Але в цей день на Урень льотчик Феофанов і ад'ютант штабу Дубов скинули чотири бомби. У ніч з 13 на 14 вересня жителі Урень послали Філатову мирну делегацію. Днем, 14 вересня, подібна делегація прибула до Букштиновічу. Філатов і Букштиновіч не могли піти на мир з селянами. Вони не мали на це повноважень. Їм потрібна була повна перемога і кривава розправа. 15 вересня вони з двох сторін увійшли в Урень.
Основна маса заколотників ще в ніч з 12 на 13 вересня покинула Урень у числі близько однієї тисячі осіб. Решта покинули його 14 вересня. У погоню за ними був направлений загін. У Урень ж і інших волосних центрах Заветлужья тимчасово влада передається військово-революційним комітетам, а з листопада — до волосним революційним Радам.

### Після здавання Урень
18 вересня Філатов разом зі штабом фронту з Урень повернувся у Варнавін, Своїм наказом від 19 вересня Констромской і Кинешемский загони, оперативний штаб відправляє пароплавом Козмодемьянск-Нижній для проходження по особливому вказівкою. У Кострому було повідомлено, що заколот в Уренском краї «майже ліквідовано». Усі загони, за винятком Буйського-галицького, повертаються до місць розквартирування. Неронський з загоном спрямований у південну частину Уренского краю. У зручних волостях Варнавінского і Ветлузькосо повітів залишалося стан облоги.
Відправка військ у Ковернінский і Макарьевский повіти Костромської губернії пов'язана з тим, що проти хлібної розверстки там почалося селянський рух.
Оскільки керівники заколоту, бігли спочатку в Урень, а потім за межі Варнавінского повіту, то чекісти через місцевих активістів заарештовували і розстрілювали обраних у члени «Комітету громадської безпеки» залишилися в місті, торговців, які співчувають повстанцям осіб.
Таким чином, з серпня по грудень 1918 року чекістами було розстріляно 57 чоловік і понад 100 осіб засуджено на різні терміни до тюремного ув'язнення.